# Киз, Дэниел
Дэ́ниел Киз (англ. Daniel Keyes; 9 августа 1927 года, Нью-Йорк, США — 15 июня 2014 года, Бока-Ратон, США) — американский писатель и филолог. Автор десяти романов и нескольких десятков рассказов.
Ранние рассказы Дэниел Киз публиковал под псевдонимами «Крис Дэниел» (Kris Daniel), «Э. Д. Лок» (A. D. Locke), «Доминик Георг» (Dominik Georg).

## Биография
Дэниел Киз родился в Бруклине, в семье еврейских эмигрантов из Российской империи Уильяма Киза и Бетти Алицки. Семья его матери перебралась из Украины в Монреаль в конце XIX века. Отец держал магазин подержанных вещей, мать работала косметологом.
В 1950 году Киз окончил Бруклинский колледж, получив степень бакалавра психологии. Спустя месяц он устроился на работу в издательскую компанию «Magazine Management» и со временем получил должность редактора в журнале «Marvel Science Stories».
В 1950-е годы, после того как журнал «Marvel Science Stories» был закрыт, Киз стал помощником редактора журнала «Atlas Comics», сочинял тексты для комиксов (в том числе для «Путешествия в неведомые миры» — «Journey into Unknown Worlds»). В 1955—1956 годы сочинял тексты для студий комиксов «Shock Illustrated» и «Confessions Illustrated», публикуя их как под собственным именем, так и под псевдонимами. Был фотографом в журнале мод, преподавателем английского языка в школе. 
Первая публикация собственного рассказа — рассказа «Прецедент» — состоялась в майском номере журнала «Marvel Science Stories» за 1952 год. Затем были опубликованы ещё три рассказа. Известность Дэниелу Кизу принесли рассказ (точнее, короткая повесть) «Цветы для Элджернона» (1959) и написанный на его основе одноимённый роман 1966 года.
Дэниел Киз защитил диссертацию в области английской и американской литературы. Преподавал художественную литературу в Университете Уэйна. В 1966 году он получил должность профессора художественной литературы в Университете Огайо, а в 2000 году был удостоен звания почётного профессора университета.
В 1968 году вышел роман Киза с элементами научной фантастики «Прикосновение», в котором описываются психологические последствия промышленной катастрофы, приведшей к радиоактивному загрязнению. В 1980 году — роман «Пятая Салли» о множественности личностей одного человека. В 1998 году опубликован роман «До самой смерти», повествующий о двойном убийстве во Флориде. В 1981 году выпущен нефантастический роман «Множественные умы Билли Миллигана» — история о реальных событиях, главным героем которой является человек с множественной личностью, в мозге которого сосуществуют 24 отдельные личности. У героя есть прототип с тем же именем и фамилией — Билли Миллиган. В 1986 году Кизом написано продолжение — роман «Войны Миллигана», вышедший в 1994 году в Японии и других странах, но не в США.
В 2021 году вышли мемуары писателя, в русском издании снабжённые и новым переводом «Цветов для Элджернона».
Был женат на Ори Васкес, у них родилось две дочери.
Как писатель Дэниел Киз провёл четыре больших тура (в том числе посетил Токио) и читал лекции в более чем шестидесяти университетах США.
Киз скончался в своём доме в Бока-Ратон (Флорида) 15 июня 2014 от осложнений после перенесённой пневмонии, на год пережив свою супругу.

## Награды
Дэниел Киз получил две самых престижных в англоязычной научной фантастике награды за два произведения с одним и тем же названием. В 1960 году премии «Хьюго» был удостоен рассказ «Цветы для Элджернона», а в 1966 году премию «Небьюла» получил одноимённый роман, написанный на его основе (разделив награду с «Вавилоном-17» Сэмюеля Дилэни). В 1967 году расширенная версия произведения была номинирована на премию «Хьюго» за лучший роман, но уступила роману Роберта Хайнлайна «Луна — суровая хозяйка». Рассказ «Цветы для Элджернона» также был удостоен премии Лазара Комарчича (Сербия) в 1985 году.
В конце 1960-х Американская ассоциация писателей-фантастов решила провести ретроспективное награждение премией «Небьюла» для произведений, написанных до 31 декабря 1964 года (то есть до времени создания этой премии). Краткая версия (рассказ) «Цветов для Элджернона» заняла в голосовании 3-е место из 132 и в 1970 году была включена в антологию фантастики «The Science Fiction Hall of Fame», том первый, 1929—1964.
За документальный роман «Множественные умы Билли Миллигана» Киз был удостоен премии Курда Лассвица (Германия, 1986 год), премии Сэйун (Япония, 1993 год) и премии «Эдгар» (Edgar Award).
В 1987 году Киз получил премию «Эдгар» за роман «Открывающий Клаудию».
В 1988 году писатель был удостоен почётной медали «Заслуженный выпускник» от Бруклинского колледжа (Brooklyn College).
В 2000 году Американская ассоциация писателей-фантастов присвоила Кизу почётное звание Author Emeritus за значительный вклад в развитие фантастики и фэнтези; основанием для этого решения во многом стала высокая оценка «Цветов для Элджернона».
В том же году Киз был удостоен премии «Небьюла» в категории «Почётная специальная премия» за вклад в фантастику, и в том же году он стал почётным профессором литературы Университета штата Огайо в городе Атенс.
В 2004 году писателю досталась премия Раймонда Галлуна, вручаемая на конвенте «I-CON».

## Экранизации
- В 1968 году режиссёр Ральф Нельсон[англ.] снял по роману «Цветы для Элджернона» довольно успешный фильм «Чарли». За роль Чарли Гордона актёр Клифф Робертсон получил премию «Оскар».
- В 2023 году вышел сериал «Переполненная комната» по мотивам произведения «Таинственные умы Билли Миллигана», главную роль исполнил британский актёр Том Холланд.